# Agrotis segetum
Agrotis segetum, ozima sovica, je vrsta noćnog leptira (moljca) iz porodice sovica, Noctuidae. Vrstu su prvi put opisali Denis i Šifermiler, 1775. godine.

## Rasprostranjenje, stanište i biljka hraniteljka
Vrsta je palearktičkog rasprostranjenja i relativno česta. Gusenica se hrani polifagno, ali prizemnim delovima zeljastih biljaka, naročito trava (Poaceae). Međum, usled prenamnožavanja, Agrotis segetum može izazvati ozbiljnu štetu na gajenim kulturama, poput  različitih kupusa, suncokreta (Helianthus), duvana (Nicotiana), upravo zbog progrizanja donjeg dela biljaka. Kao i kod ostalih pripadnika subtribusa Agrotina, gusenica živi pri tlu, preko dana plitko ukopana, dok je hranjenje nokturnalno. Staništa su suvi, peskoviti tereni, rastresito tlo sa sporadičnom vegetacijom.

## Opis vrste[5]

### Biologija i ekologija razvojnih stadijuma[6]
Jaja su u grupicama, bela, spoljoštena i sa mnogobrojnim usecima. Gusenice menjaju nijanse integumenta tokom razvoja, u hibernaciji i pred ulutkavanje, ali su svi tonovi nejasni i kamufažni. Zrela gusenica je sjajna i blago sluzava zbog životne forme, integument je krem, sive ili mrke boje, mediodorzalna linija ne sasvim uočljiva i dvostruka. Levo i desno od mediodorzalne linije nalaze se svetlija uzdužna polja. Papilozne osnove retkih seta su crne. Glavena kapsula je pri vrhu crna. Lutka je glatka i jasno smeđa.

### Adulti[8]
U većem delu areala, Agrotis segetum ima dve generacije, koje lete između maja i oktobra, ali je u toplijim predelima vrsta prisutna cele godine. Vrsta je migratorna, ali se o samim migracijama ne zna dovoljno.  Noćni su letači i privlače ih veštačka svetlost i nektar. Adulti su raspona krila oko 40mm, veoma varijabilni u boji, koja kod prednjih krila varira od bledo smeđe do skoro crne. Bledim primercima su jasno uočljive po tri tamnije markacije u formi mrlja. Donja krila su taksonomski karakter i kod mužjaka su bele boje. 